# Charinus potiguar
Espèce
Charinus potiguar est une espèce d'amblypyges de la famille des Charinidae.

## Distribution
Cette espèce est endémique du Rio Grande do Norte au Brésil. Elle se rencontre dans des grottes à Felipe Guerra, Baraúna et Governador Dix-Sept Rosado.

## Description
Charinus potiguar mesure de 6,27 à 13,73 mm.
La carapace du mâle décrit par Miranda, Giupponi, Prendini et Scharff en 2021 mesure 4,40 mm de long sur 6,00 mm et celle de la femelle 4,50 mm de long sur 5,76 mm.

## Publication originale
- Vasconcelos, Giupponi & Ferreira, 2013 : « A new species of Charinus Simon, 1892 from northeastern Brazil with comments on the potential distribution of the genus in Central and South Americas (Arachnida: Amblypygi: Charinidae). » Zootaxa, no 3737 (4), p. 488–500.